# Internationale Cricket-Saison 1969/70
Die internationale Cricket-Saison 1969/70 fand zwischen November 1969 und März 1970 statt. Als Wintersaison wurden vorwiegend Heimspiele der Mannschaften aus Südasien, der Karibik und Ozeanien ausgetragen.

## Überblick

### Internationale Touren
| Beginn             | Heimteam  | Auswärtsteam | Resultate | Artikel |
| Beginn             | Heimteam  | Auswärtsteam | Test      | Artikel |
| ------------------ | --------- | ------------ | --------- | ------- |
| 25. September 1969 | Indien    | Neuseeland   | 1–1 [3]   | Artikel |
| 24. Oktober 1969   | Pakistan  | Neuseeland   | 0–1 [3]   | Artikel |
| 4. November 1969   | Indien    | Australien   | 1–3 [5]   | Artikel |
| 22. Januar 1970    | Südafrika | Australien   | 4–0 [4]   | Artikel |

## Nationale Meisterschaften
Aufgeführt sind die nationalen Meisterschaften der Full Member des ICC.
| Land                  | First-Class                 | List A                                                       |
| --------------------- | --------------------------- | ------------------------------------------------------------ |
| Australien            | Sheffield Shield 1969/70    | Vehicle & General Australasian Knock-out Competition 1969/70 |
| Indien                | Ranji Trophy 1969/70        |                                                              |
| Duleep Trophy 1969/70 |                             |                                                              |
| Irani Cup 1969/70     |                             |                                                              |
| Neuseeland            | Plunket Shield 1969/70      |                                                              |
| Pakistan              | Quaid-e-Azam Trophy 1969/70 |                                                              |
| Ayub Trophy 1969/70   |                             |                                                              |
| Südafrika             | Currie Cup 1969/70          | Gillette Cup 1969/70                                         |
| West Indies           | Shell Shield 1969/70        |                                                              |